# Объяли меня воды до души моей
«Объяли меня воды до души моей» (яп. 洪水はわが魂に及び Ко:дзуй ва вага тамасий ни оёби) — роман Кэндзабуро Оэ, входящий в цикл работ, начинающийся «Личным опытом» (1964) и завершающийся «Записками пинчраннера» (1976). Как и в остальных работах цикла, изложение строится вокруг автобиографической темы общения отца с умственно отсталым сыном.
Роман был опубликован в 1973 году издательством «Синтёся» и в том же году удостоен премии Номы.

## Сюжет
Один из главных персонажей романа разрывает все связи с внешним миром, где он работал личным секретарём влиятельного консервативного политика, и поселяется в районе западной оконечности взгорья Мусасино вместе со своим пятилетним умственно отсталым сыном в доме, основание которого некогда задумывалось как индивидуальное атомное убежище. Начав уединённую жизнь, он даёт себе новое имя Ооки Исана (яп. 大木勇魚 О:ки Исана, «Могучее дерево» — «Отважная рыба»). Имя выбрано им, чтобы отразить его новую сущность поверенного душ деревьев и душ китов, миссию которого он поручает сам себе. Его сын Дзин (яп. ジン человек), несмотря на свои ограниченные возможности, обусловленные нарушением работы головного мозга, отличается уникальной способностью тонко реагировать на голоса птиц, различая более пятидесяти видов.
Повседневность Ооки Исана и Дзина претерпевает сильные изменения, когда они сталкиваются с группой агрессивно настроенных в отношении общественных порядков подростков-маргиналов, называющих себя «Союзом свободных мореплавателей» (яп. 自由航海団 Дзию: ко:кай дан). Основная цель «Союза» — спастись от, по их ощущениям, приближающегося в виде великого землетрясения конца света, заблаговременно выйдя в открытое море. В состав «Союза», лидером которого является Такаки (яп. 喬木), входят изгои общества, многие из которых при этом проявляют незаурядные способности в той или иной области. Из группы подростков выделяются единственная среди них женщина — Инако (яп. 伊奈子), а также «Сжимающийся человек» (яп. 縮む男, в русском переводе — «Коротыш» или «Короткий») — мужчина средних лет, тело которого якобы постоянно сокращается в своих размерах.
Создав штаб на заброшенной киностудии, расположенной недалеко от убежища Исаны, подростки проводят там учения на импровизированном корабле, точно копирующем настоящий. Преодолев первоначально возникшую между ними конфронтацию, «Союз» и Исана, принятый в него в качестве специалиста по словам, после ряда событий (среди них: рассказ Такаки о «китовом дереве», взаимное обучение Исаны и подростков, линчевание «Сжимающегося человека», сексуальные отношения между Исаной и Инако), которые прямо и косвенно формируют микромифологию, оказываются в ситуации, когда окружённые в атомном убежище полицией они пытаются оказать вооружённое сопротивление. В результате погибают Исана и другие члены «Союза», но, добровольно сдавшись, сохраняют свои жизни Такаки, Инако и опекаемый ей Дзин. Роман заканчивается смертью Исаны.

## Интерпретация
В своём комментарии к роману критик Сабуро Кавамото указывает на то, что «Объяли меня воды до души моей», притча-антиутопия, ознаменовавшая введение в творчество Оэ метода гротескного реализма, преодолевает статические рамки романной формы и фактически написана в SF-жанре (научной фантастике) с тем существенным отличием, что исходное значение «S» в названии жанра, соответствующее науке (англ. Science), заменяется на размышление (англ. Speculation), эффектное театральное представление (англ. Spectacular) и наступающую после Потопа тишину (англ. Silence); соответственно фантастическое заменяется гротескным: обыденное, нормальное и естественное («здесь») отсутствует в романе вообще, уступая место повсеместным отклонениям и искажениям (маргинальное «там»). По одну сторону дихотомии «здесь»/«там» оказывается общество, по другую — связавшие друг с другом свои судьбы поверенный китов и деревьев Ооки Исана и антиполитическое объединение подростков «Союз свободных мореплавателей». Трагедия, в которую превращается для находящихся «там» персонажей повествование по мере своего развития, обусловлена противопоставлением этих двух миров. Ключевым элементом этой взаимосвязи является то, что со стороны «здесь» специфика существующего «там» полностью нивелируется, попадая в рамки бинарных оппозиций, в числе которых пара «взрослые—дети». Как отмечает Кавамото, даже Ооки Исана нейтрализуется этой логикой и относится к классу социально невменяемых «детей», несмотря на свой возраст. Нашедшая в романе идея вытеснения маргинального является центральной для всего творчества Оэ (ср. с фундаментальной разницей восприятия девственного леса «деревни-государства-микрокосмоса» во время пятидесятидневной войны в «Игры современников»: мифологическое — у жителей деревни и отвлечённое и унифицирующее географическое — у солдат императорской армии).
Внутри маргинального мира «там» из повседневности жизни членов «Союза свободных мореплавателей», изобилующей насилием, Оэ формирует мифологию, в центре которой стоит самый слабый и в силу своих умственных ограничений лишённый возможности самовыражения Дзин, способный тем не менее различать голоса птиц. Кавамото ассоциирует Дзина с Христом, а опекающую его Инако — с Марией, что очень близко традиции японского христианства (см. «Жизнь Иисуса» Сюсаку Эндо и его же романы разных лет). Слабость и уязвимость, воплощённые в Дзине, являются теми чертами, которые для членов «Союза свободных мореплавателей» неотъемлемы в их попытках сосуществования с миром «здесь», что наиболее ярко выражено в образе считающего себя «пророком ядерной эпохи» «Сжимающегося человека», задумывавшегося к тому же, по словам самого писателя, как очередная карикатура на Мисиму. Завершение романа также символично в том смысле, что называвший себя поверенным китов и деревьев Ооки Исана умирает в раскаянии о том, что, будучи человеком, не смог избежать истребления одних и вырубки других; центральное место занимает продолжающий жить беспомощный Дзин, который становится олицетворением возможности возрождения нереализовавшейся утопии.
К теме светопреставления Оэ впоследствии обратился вновь в одном из своих сочинений позднего периода, романе «Кульбит» (1999).

## Переводы
Перевод романа на русский язык, выполненный Владимиром Гривниным, характеризуется стилистически принципиальными отличиями от оригинала и пропусками большого количества деталей. В разное время на русском языке роман выходил в нескольких изданиях, которые существенно различаются (наиболее полной является версия, изданная «Панорамой»).
Название произведения является неточной цитатой из Библии: для сравнения — яп. 水がわたしをめぐって魂にまでおよび (в Библии) и яп. 洪水はわが魂に及び (в названии романа Оэ). В японском издании в название вынесена перефразировка современного перевода цитаты из «Книги Ионы», в то время как в самом тексте романа используется точная цитата более раннего перевода, написанного не на современном японском. В русском переводе («Объяли меня воды до души моей»), осуществленном Гривниным, точно цитируется «Книга пророка Ионы» (2:6).

## Издания
- Сборник из цикла Мастера современной прозы. Япония. Кэндзабуро Оэ. «Объяли меня воды до души моей…(Роман)»; Рассказы («Содержание скотины», «Лесной отшельник ядерного века», «Неделя почитания старости»). — М.: Прогресс, 1978. — 416 с. (Перевод романа В. С. Гривнин)